# Vincent Da Sylva
Vincent Da Sylva, né le 8 janvier 1978 à Ziguinchor (Sénégal), est un joueur sénégalais international de basket-ball.

## Biographie
Vincent Da Sylva gagne le Championnat du Sénégal Espoir Junior en 1992 avec le Casasport en étant meilleur marqueur et MVP de la finale.
En Équipe du Sénégal, il remporte une médaille de bronze au Championnat d'Afrique des nations des moins de 22 ans puis quitte son club formateur pour rejoindre la capitale, Dakar, pour l'AS Douane.
La même année il est Champion d'Afrique des Nations Senior et quitte le Sénégal pour le Liban où il joue pendant 4 ans en Pro A.
Il accumule les récompenses comme celles de meilleur intercepteur de la ligue, 2e meilleur marqueur de la ligue et 3e à l'évaluation, il est également sélectionné au All Star Game.
Il participe au Championnat du monde de basket-ball masculin 1998 à Athènes.

## Clubs successifs
- 1991-1992 :  Casa Sport (D2)
- 1992-1995 :  Casa Sport (D1)
- 1995-1997 :  AS Douanes (D1)
- 1997-2001 :  Liban (Pro A)
- 2001-2002 :  Maurienne (Pro B)
- 2002-2004 :  Aix-les-Bains (Nationale 2)
- 2004-2008 :  Union sportive Avignon-Le Pontet basket-ball (Nationale 2)
- 2008-2011 :  KABCA Kaysersberg Ammerschwihr (Nationale 2)
- 2011-2013 :  Stade Rodez Aveyron Basket (Nationale 3, Nationale 2)

## Carrière en équipe du Sénégal
Basketteur international, il a participé au Championnat d’Afrique en 1997 (Dakar, Sénégal) ainsi qu'au Championnat du Monde à Athènes en 1998 et au Championnat d'Afrique en Angola en 1999.

## Palmarès
- Médaille de bronze au Championnat d'Afrique des - 22 ans en 1994 (Alexandrie, Égypte)
- Médaille d'or au Championnat d’Afrique en 1997 (Dakar, Sénégal)

## Titres individuels
- Meilleur marqueur du Championnat du Sénégal de la saison 1996-97
- All Star FLB (Liban) 1998